# Flugverbotszonen für unbemannte Luftfahrzeuge
Flugverbotszonen für unbemannte Luftfahrzeuge bzw. UAV (engl. für Unmanned Aerial Vehicle) sowie für unbemannte Luftfahrtsysteme bzw. UAS (engl. für Unmanned Aerial System) sind in Deutschland durch die Luftverkehrs-Ordnung (LuftVO) in Verbindung mit der einer entsprechenden EU-Verordnung geregelt.

## Gesetzliche Grundlage
Die Mitgliedsstaaten der EU können so genannte „geografische UAS-Gebiete“ gemäß Art. 2 Nr. 4 der Verordnung (EU) 2019/947 über die Vorschriften und Verfahren für den Betrieb unbemannter Luftfahrzeuge ausweisen und Betriebsbedingungen für diese Gebiete gemäß Artikel 15 derselben Verordnung festlegen. In Deutschland sind die Regelungen im § 21h der Luftverkehrs-Ordnung (LuftVO) konkretisiert. Darin sind Bedingungen für insbesondere folgende Bereiche aufgeführt: 
- Flugplätze
- Flughäfen
- Industrieanlagen, Justizvollzugsanstalten, Einrichtungen des Maßregelvollzugs, militärische Anlagen und Organisationen, Anlagen der zentralen Energieerzeugung und Energieverteilung
- Grundstücke, auf denen Verfassungsorgane des Bundes oder der Länder, oberste und obere Bundes- oder Landesbehörden, diplomatische und konsularische Vertretungen oder internationale Organisationen im Sinne des Völkerrechts ihren Sitz haben, Liegenschaften von Polizei und anderen Sicherheitsbehörden
- Bundesfernstraßen, Bundeswasserstraßen und Bahnanlagen
- Naturschutzgebiete (nach § 23 Abs. 1 BNatSchG)
- Nationalparks (nach § 24 BNatSchG)
- FFH-Gebiete (nach § 7 Abs. 1 Nr. 6 BNatSchG)
- Vogelschutzgebiete (nach § 7 Abs. 1 Nr. 7 BNatSchG)
- Wohngrundstücke
- Freibäder, Badestrände und ähnliche Einrichtungen
- Kontrollzonen
- Krankenhäuser
- Einsatzorte von Polizei und Rettungskräften

Ausweichpflicht: Unbemannte Luftfahrtsysteme und Flugmodelle sind verpflichtet, bemannten Luftfahrzeugen und unbemannten Freiballonen auszuweichen. Das Bundesministerium für Verkehr und digitale Infrastruktur hat hierfür ein Informationsblatt herausgegeben.

## Karten mit eingezeichneten Flugverbotszonen für UAV
Speziell für Deutschland angelegte und gepflegte Karten mit Flugverbotszonen für UAV und UAS findet man unter:
- dipul Map Tool. Bundesministerium für Digitales und Verkehr
- Droniq App. Droniq GmbH (Tochter der DFS Deutsche Flugsicherung GmbH)

Weltweite Karten inkl. Deutschland findet man unter:
- Dronemaps24. nicopter GmbH
- OpenAIP Map. Garrecht Avionik GmbH
- GEO-Zonen. SZ DJI Technology Co.